# Мирное (Саратовская область)
Мирное — село в Ровенском муниципальном районе Саратовской области, в составе Луговского муниципального образования.
Основано в 1860 году как немецкая колония Фриденберг
Население — 118 (2010)

## История
Основано в 1860 году как колония Фриденберг (нем. Friedenberg) выходцами из Россоши (Францозен), Усть-Кулалинки (Галка), Щербаковки (Мюльберг), Верхней Грязнухи (Севастьяновка), Водяного Буерака (Штефан), Буйдакова Буерака (Шваб) и Севастьяновки (Антон). По церковно-административному делению колония относилась к лютеранскому приходу Гнадентау. Немецкая колония Торгунской волости, а с 1914 года — волостное село Луговой волости Новоузенского уезда Самарской губернии (до октября 1918 года).
По сведениям Самарского губернского статистического комитета за 1910 год в селе Фриденберг считалось 210 дворов с числом жителей 1095 мужского пола и 1114 — женского, всего — 2209 душ обоего пола поселян-собственников, немцев, лютеран. Количество надельной земли удобной показано 4927 десятин, неудобной — 1182 десятины. Село имело молитвенный дом, церковно-приходскую школу, 1 маслобойню, 2 ветряных мельницы.
После образования в 1918 году трудовой коммуны (автономной области) немцев Поволжья село Фриденберг входило сначала в Торгунский район Ровенского уезда; после ликвидации в 1921 году уездов, село вошло в Ровенский район, а в 1922 года — во вновь образованный Старо-Полтавский кантон. С 1927 года и до ликвидации АССР немцев Поволжья в 1941 году село Фриденберг относилось к Зельманскому кантону АССР немцев Поволжья, являлось административным центром Фриденбергского сельского совета.
Население села резко сократилось в период голода 1921-22 годов: так, в 1921 году родилось 82 человека, умерли — 322. В 1926 году в Фриденберге имелись кооперативная лавка, сельскохозяйственное кредитное товарищество, начальная школа, клуб. В 1928 году открыт томатоварочный завод. В период коллективизации организованы колхозы имени Вебера. В 1931 году была организована Визенмиллерская МТС.
28 августа 1941 года был издан Указ Президиума ВС СССР о переселении немцев, проживающих в районах Поволжья. Немецкое население депортировано в Сибирь и Казахстан, село, как и другие населённые пункту Зельманского кантона, отошло к Саратовской области. Впоследствии было переименовано в село Мирное.

## Физико-географическая характеристика
Село находится в Низком Заволжье, относящемся к Восточно-Европейской равнине, на правом берегу реки Еруслан, у границы Саратовской и Волгоградской областей, напротив села Новая Квасниковка (Волгоградская область). Рельеф местности равнинный. Местность имеет общий уклон в запада на восток к руслу реки Еруслан. Высота центра населённого пункта — 24 метра над уровнем моря. Почвы каштановые.
По автомобильным дорогам расстояние до административного центра сельского поселения села Луговское — 11 км, до районного центра посёлка Ровное — 44 км, до областного центра города Саратова — 140 км. У села проходит автодорога Палласовка — Ровное.
Часовой пояс
Мирное, как и вся Саратовская область, находится в часовой зоне МСК+1. Смещение применяемого времени относительно UTC составляет +4:00.

## Население
Динамика численности населения
| 1860 | 1883 | 1889 | 1897 | 1904 | 1910 | 1920 | 1922 | 1926 | 1931 |
| ---- | ---- | ---- | ---- | ---- | ---- | ---- | ---- | ---- | ---- |
| 376  | 1077 | 1149 | 1240 | 1802 | 2209 | 1988 | 1185 | 1351 | 1657 |

| 2002 | 2010 |
| ---- | ---- |
| 171  | ↘118 |